# Scott Hamilton (musicien de jazz)
Pour les articles homonymes, voir Hamilton et Scott Hamilton.
 (avril 2020).
Si vous disposez d'ouvrages ou d'articles de référence ou si vous connaissez des sites web de qualité traitant du thème abordé ici, merci de compléter l'article en donnant les références utiles à sa vérifiabilité et en les liant à la section « Notes et références ».
Scott Hamilton, né le 12 septembre 1954 à Providence, Rhode Island, est un saxophoniste ténor de jazz américain.

## Biographie
Scott Hamilton découvre très tôt le jazz grâce aux disques de son père, amateur d'Armstrong, d'Ellington et d'autres anciens ou "classiques". Il apprend le piano et étudie un peu la clarinette, attiré par le saxophone ténor dont il admire quelques maîtres Coleman Hawkins, Ben Webster, Lucky Thompson, Flip Phillips à travers leurs enregistrements. Paul Gonsalves, comme lui natif de Providence, est l'un des rares qu'il entend en concert lors des passages de l'orchestre d'Ellington. Mais ce n'est qu'à dix-sept ans qu'il se décide pour le ténor. Après cinq ans de travail, il se rend à New York en août 1976 où, aidé par Roy Eldridge, il trouve vite quelques engagements : avec Hank Jones, Anita O'Day, puis dans l'orchestre de Benny Goodman. À la fin de 1977, il a déjà participé au Festival de Concord aux côtés de Joe Venuti et joué avec un groupe d'autres fidèles de la tradition mainstream : Warren Vaché, John Bunch, Michael Moore, Connie Kay. Il enregistre son premier disque au cours de la même année. De nombreux autres suivront (avec Bunch et Vaché encore, Nat Pierce, Dave McKenna, Jake Hanna, Red Norvo, Al Cohn, Buddy Tate, Woody Herman, la chanteuse Rosemary Clooney, Benny Carter, Charlie Byrd, Flip Phillips, Gene Harris, Gerry Mulligan, Ruby Braff, etc.), tandis que se constitue le trio régulier (Phil Flanigan, Chris Flory, Chuck Riggs) qui va désormais l'accompagner dans d'autres disques et de très nombreux concerts ou festivals (aux États-Unis, au Japon, en Europe), où il s'est produit également avec le Newport All Stars de George Wein.

## Style
Le cas de Scott Hamilton est un pur paradoxe. Solitairement, il a élaboré un style en si parfaite harmonie avec la palette des saxophonistes préparkeriens (de Coleman Hawkins à Lester Young en passant par Chu Berry, Ben Webster et vingt autres nuances), qu'il semble être leur contemporain et leur pair plutôt que leur lointain disciple. Formé d'éléments composites, ce style est toutefois homogène et d'une réelle personnalité. Chaleureux et inventif dans les bornes qu'il s'est fixées, il exprime un tempérament dont l'apparence anachronique a pu faire d'abord le succès dans un public lassé de certaines extravagances. Impavide, Hamilton semble en fait démontrer que le véritable avenir du jazz réside dans une exploration fervente des ressources vivantes de son passé. Le son et la musicalité quand il joue de la bossa nova fait évidemment penser à Stan Getz.

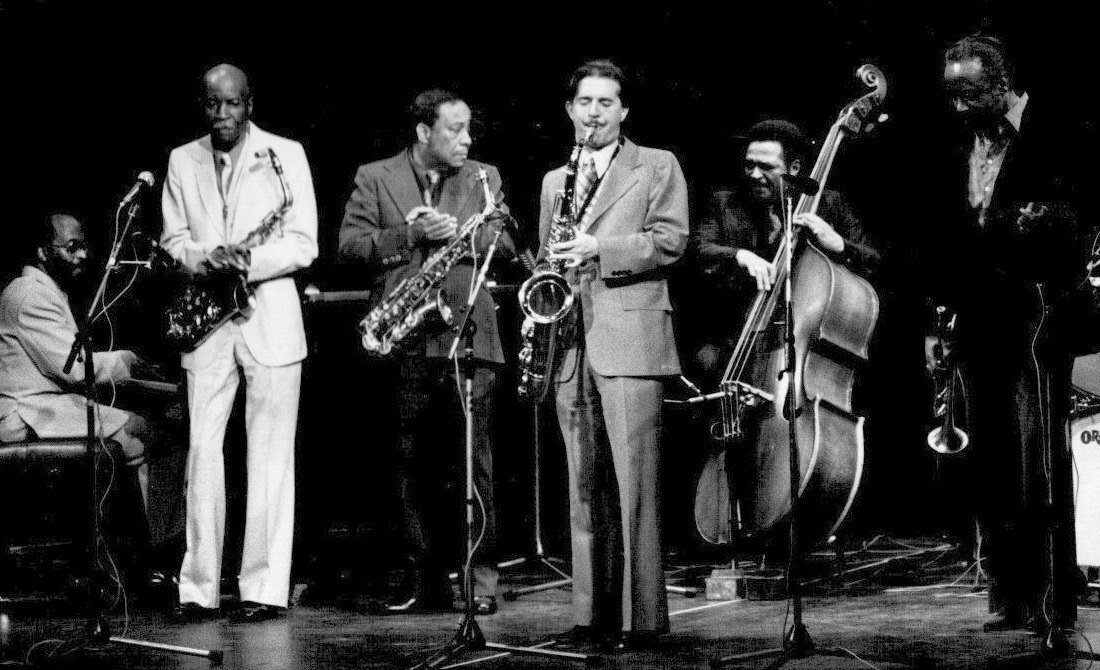
De gauche à droite : Junior Mance, Eddie Vinson, Lou Donaldson, Scott Hamilton, Martin Rivera, Harry Edison en mai 1980 à Paris (Espace Cardin)

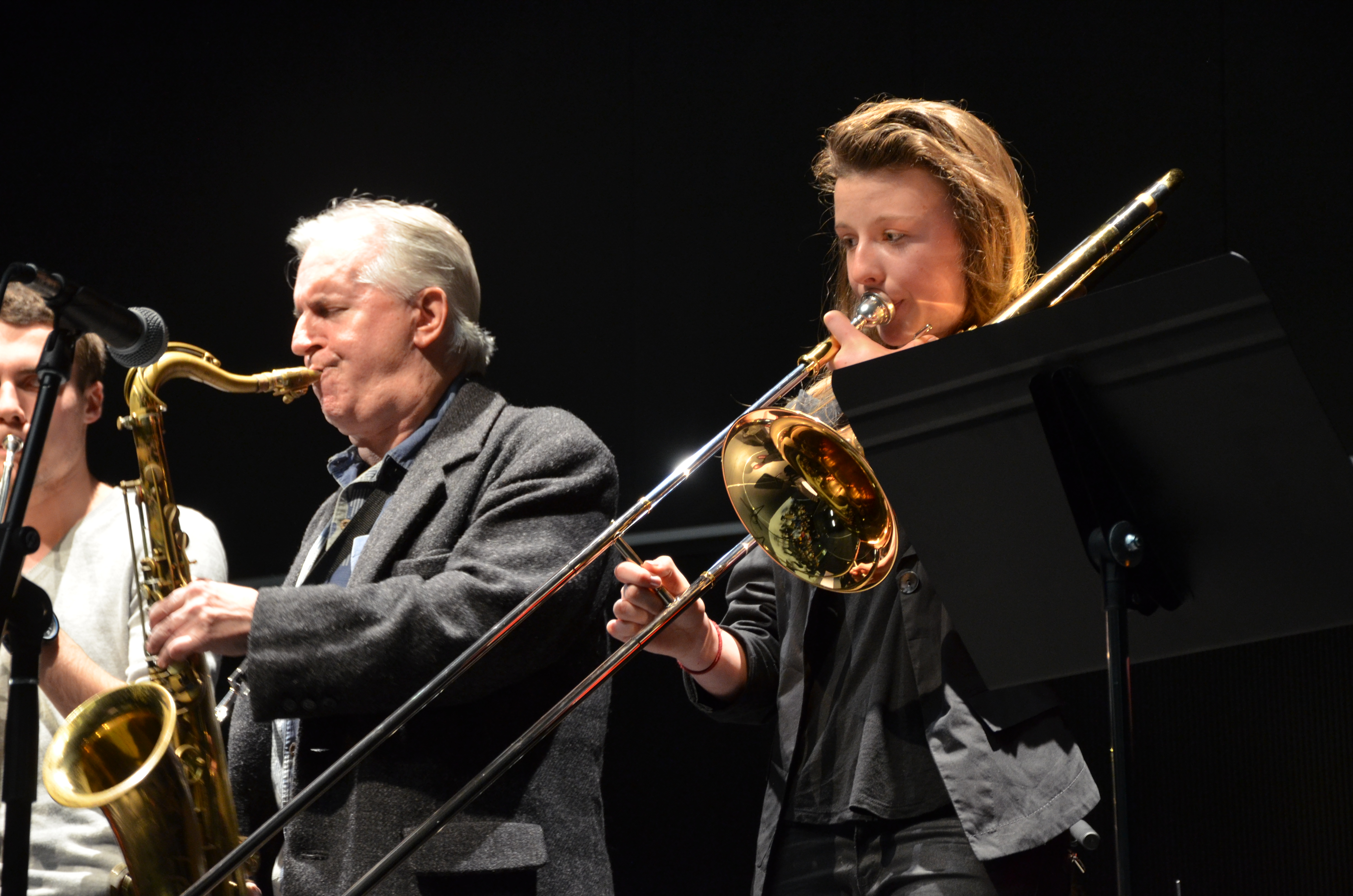
Scott Hamilton, 6 décembre 2014, Masterclass à Antony

## Discographie
Enregistrements :
- Scott Hamilton is a good wind who is blowing us no ill (1977)
- Scott Hamilton, 2 (1978)
- The  big bite
- No Bass Hit (avec D. McKenna, 1979)
- Tenorshoes (1979)
- Skyscrapers (avec Warren Vaché, 1980)
- Apples and oranges (1981)
- In Concert (1983)
- Major League (1986)
- The Rig Time (1986)
- Plays ballads (1989)
- Radio City (1990)
- Race Point (1991)
- Close up (1991)
- East of the sun (1993)
- Organic duke (1994)
- After hours (1996)
- Blues, bop and ballads (1999)
- Ballad essentials (2000)
- Late night Christmas Eve (200)
- Groove yard (2002)
- My romance (2004)
- Back in New York (2005)
- Nocturnes and serenades (2006)
- Across the tracks (2008)

## Hommages
En 1985, Michel Jonasz évoque Scott Hamilton dans sa chanson La Boîte de jazz.